# Koleśniki (województwo warmińsko-mazurskie)
Koleśniki – wieś w Polsce położona w województwie warmińsko-mazurskim, w powiecie ełckim, w gminie Kalinowo. W latach 1975–1998 miejscowość administracyjnie należała do województwa suwalskiego.

## Dzieje
Wieś powstała w ramach kolonizacji południowych i wschodnich obszarów państwa zakonu krzyżackiego. Została założona prawdopodobnie tuż po wojnie trzynastoletniej (1454–1466) lub jeszcze pod koniec jej trwania. W 1468 roku prokurator ełcki Walter von Kökeritz poświadczył niedawną sprzedaż dóbr Koleśniki o wielkości odpowiadającej dwóm służbom zbrojnym niejakiemu Janowi Ruskiemu, jednak po kilku miesiącach w innym dokumencie wzmiankowany jest obszar odnoszący się do jednej służby, sprzedany temuż Janowi, ale tym razem wespół z niejakim Jerzym. Warto nadmienić, iż w 1499 roku komtur ryński Rudolf von Tippelskirchen odnowił przywilej na Koleśniki dla wdowy po wspomnianym Janie. Źródła z tego okresu nie podają dokładnej powierzchni wsi ani też prawa, na jakim została lokowana. Z późniejszych przekazów można przyjąć, iż Koleśniki początkowo liczyły 15 łanów na prawie magdeburskim, później zaś – zapewne w drugiej połowie XVI wieku – obszar wsi powiększył się do 22 łanów. Wieś należała do parafii ewangelickiej w Lisewie, jednej z mniejszych parafii na terenie powiatu ełckiego. W połowie XIX wieku funkcjonowała we wsi szkoła. Po II wojnie światowej na terenie wsi i okolic powstał PGR Koleśniki.

## Zabytki
- cmentarz ewangelicki z początku XX wieku; znajduje się na nim kwatera wojenna z okresu I wojny światowej
- cmentarz ewangelicki z drugiej połowy XIX wieku
- cmentarz ewangelicki z początku XX wieku, Koleśniki
- cmentarz ewangelicki z okresu międzywojennego, Koleśniki